# 博亞尼夫卡 (里夫內區)
50°42′35″N 26°21′23″E / 50.70972°N 26.35639°E

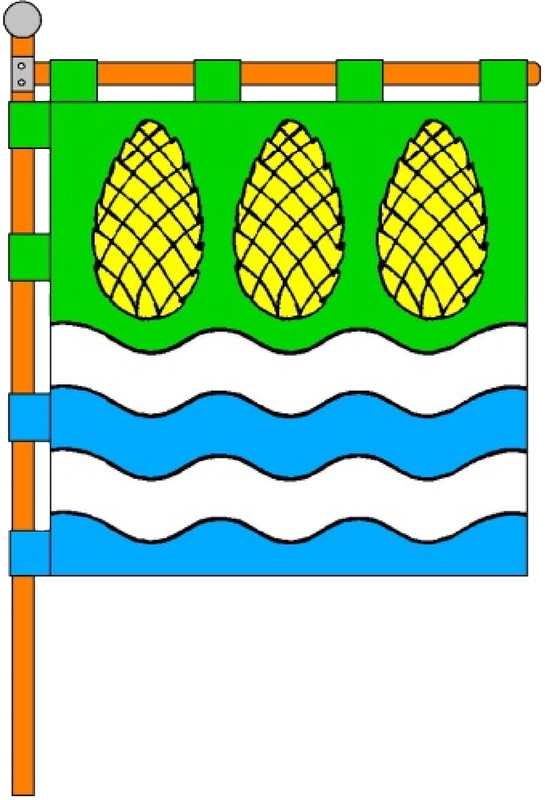
博扬尼夫卡村旗帜

博亞尼夫卡（烏克蘭語：Боянівка），是烏克蘭西北部里夫内州里夫内区亞歷山德里亞市鎮的村落。始建於1713年，面積0.02平方公里，海拔高度193米，2001年人口111，人口密度每平方公里6,166.7人。